# Tekercselt huzalkötés

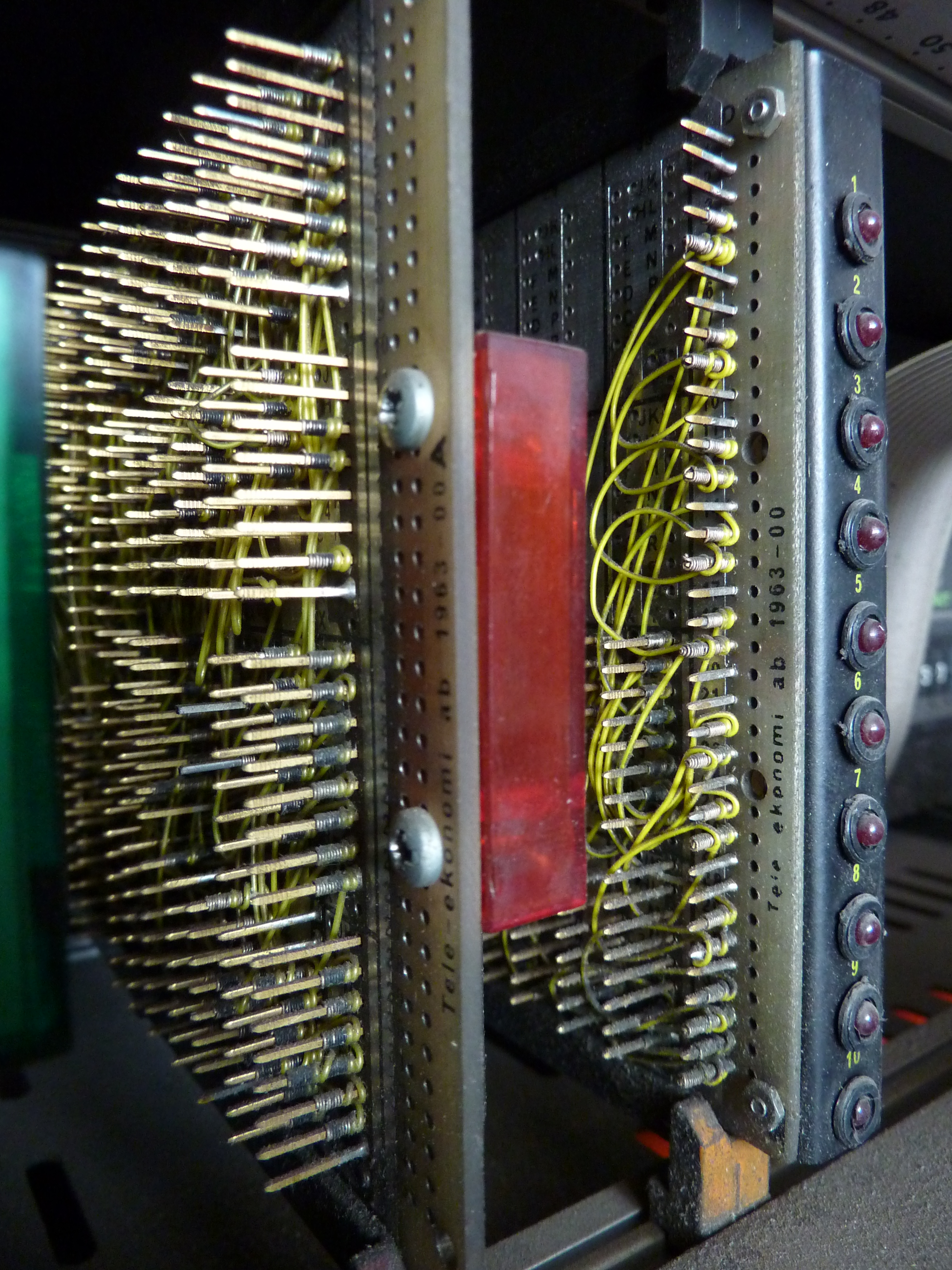
Tekercselt huzalkötések

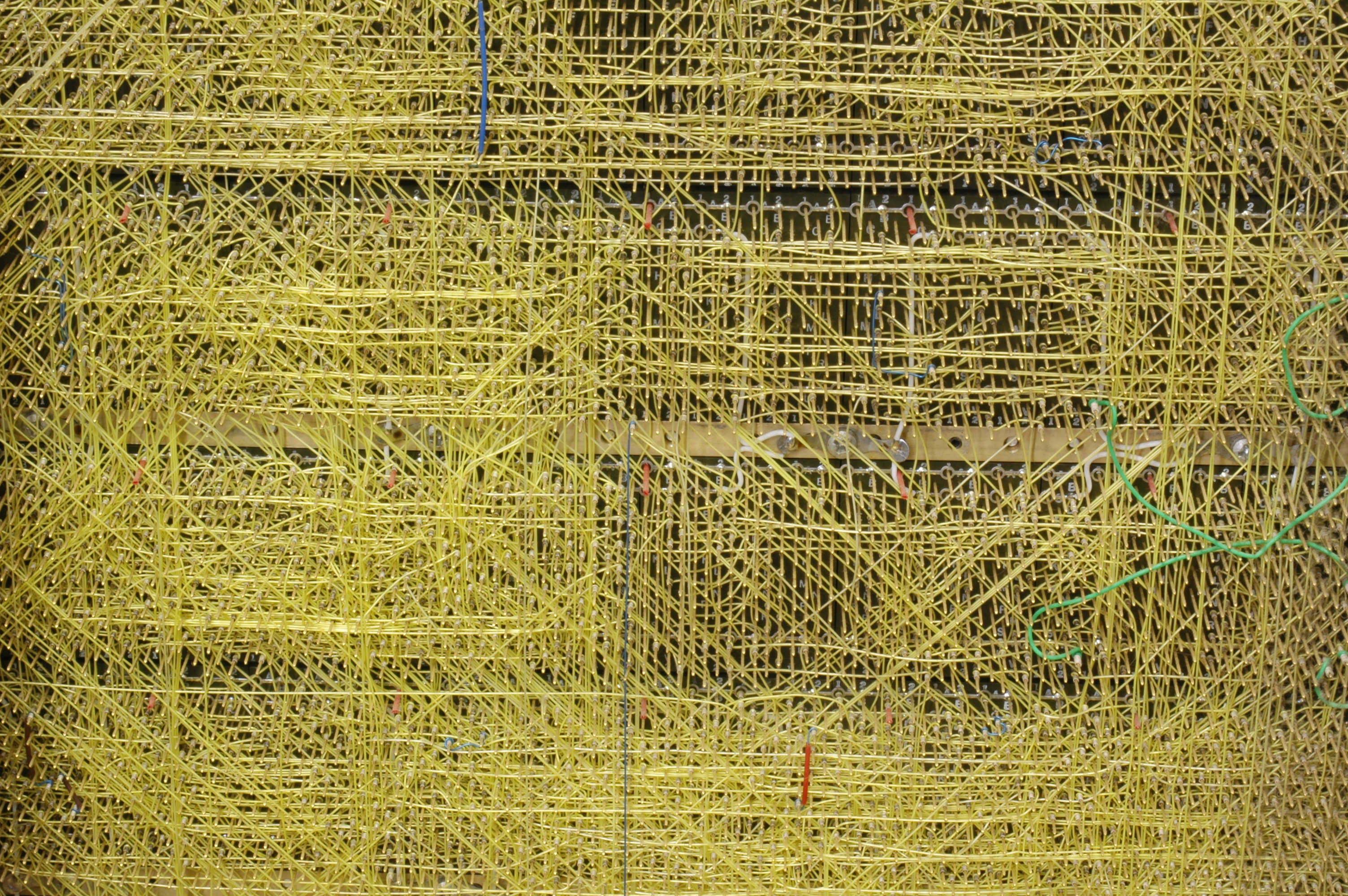
A PDP-8 számítógép huzalozása gépi vezérléssel készült

A tekercselt huzalkötés az elektronikában olyan vezetékcsatlakoztatási eljárás, ahol a vezetéket nagy húzóerővel egy négyzetes keresztmetszetű, általában ónozott réz fémtüskére feltekerik. A nagy húzóerő, a négyzetes keresztmetszet és a viszonylag puha réz együttesen segítik elő az elektromos csatlakozást és a mechanikai szilárdság biztosítását. A húzóerő hatására a tüske sarkain a vezeték a puha ónozott felületbe préselődik. A menetenkénti 4 biztos kötéspont a menetszám növelésével még biztonságosabbá tehető.
A tekercselt huzalkötés technikája népszerű volt a 60-as és 70-es években. Az ezzel a technikával készült berendezésekben nem használnak nyomtatott áramköröket. A huzalozás készülhet kézi munkával vagy gépi vezérléssel is. Az ilyen áramkörök megbízhatóbbak, mint a nyomtatott áramkörös konstrukciók: jobban ellenállnak a mechanikai hatásoknak, a vibrációnak. Kisebb sorozatú készülékekben a technikát a mai napig használják. Néhány nevezetes felhasználása:
- Apollo Guidance Computer – az Apollo űrprogram fedélzeti számítógépe, 1966-tól 1975-ig
- a Burrell Smith által épített első Macintosh prototípus, 1980[2]
- PDP–8, PDP–10, PDP–11 számítógépek (1965, 1966, 1970)